# Dům čp. 302 (Štramberk)
Dům čp. 302 stojí na ulici Horní Bašta ve Štramberku v okrese Nový Jičín. Roubený dům byl postaven v 18. století, v první polovině 20. století přestavěn na zděný dům. Byl zapsán do Ústředního seznamu kulturních památek ČR před rokem 1988 a je součástí městské památkové rezervace.

## Historie
Podle urbáře z roku 1558 bylo na náměstí postaveno původně 22 domů s dřevěným podloubím, kterým bylo přiznáno šenkovní právo, a sedm usedlých na předměstí. Uprostřed náměstí stál pivovar. V roce 1614 je uváděno 28 hospodářů, fara, kostel, škola a za hradbami 19 domů. Za panování jezuitů bylo v roce 1656 uváděno 53 domů. První zděný dům čp. 10 byl postaven na náměstí v roce 1799. V roce 1855 postihl Štramberk požár, při němž shořelo na 40 domů a dvě stodoly. V třicátých letech 19. století stálo nedaleko náměstí ještě dvanáct dřevěných domů.
Původní roubený dům čp. 302 byl postaven v 18. století a na začátku dvacátých let 20. století byl přestavěn na zděný. Dům je vsazen do svahu. Objekt je příkladem původní předměstské zděné zástavby ve Štramberku.

## Stavební podoba
Dům je přízemní zděná stavba na obdélném půdorysu, je orientovaná štítovou stranou do ulice. Je postavena na vysoké omítnuté kamenné podezdívce, která vyrovnává svahovou nerovnost. Dům je podsklepen se vstupem z ulice. Štítové průčelí je tříosé s kaslíkovými okny s profilovanými parapety a štukovými nadokenními oblouky. Štítové a boční průčelí se vstupem zdobí nárožní lizény. Štíty jsou trojúhelníkové svisle bedněné se dvěma okny, polovalbou ve vrcholu a s podlomenicí v patě štítu. Vchod je v jednoosém bočním průčelí veden přes zděnou verandu. Sedlová střecha je krytá plechovými šablonami.